# Powięź powierzchowna grzbietu
Powięź powierzchowna grzbietu (łac. fascia superficialis dorsi) – w anatomii człowieka cienka, włóknista błona, stanowiąca część ogólnej powięzi powierzchownej w obrębie grzbietu. Pokrywa ona powierzchnię mięśnia najszerszego grzbietu i mięśnia czworobocznego.